# Konzervacija kože
Konzervacija kože jedna je od specijalizacija unutar konzervacije restauracije kulturne baštine. Posvećena je kako preventivnoj zaštiti predmeta od kože tako i metodama interventne konzervacije,odnosno radu na samom konkretnom objektu.Poželjno je da konzervator restaurator kože poznaje osnove tehnologije obrade,povijest, te povijest umijetnosti, odnosno osnove etnologije ili arheologije. Bitno je i poznavanje konzervatorske etike, te suvremenih metoda konzervacije kože. Neizostavno je i znanje o metodama znanstveno zasnovanih istraživanja predmeta.

## Osnovne vrste
Iako se koža može dijeliti i po porijeklu,te svrsi najčešća je podjela po načinu štavljenja.Također je možemo dijeliti i po načinu završne obrade - npr lakirana,obojena,neobojena,semiš.
- Alaunom štavljena koža
- Formaldehidom štavljena koža
- Kromom štavljena koža
- Koža štavljena pomoću biljnih preparata
- Syntanom štavljena koža
- Dimljenjem štavljena koža

## Uzroci propadanja
Osnovni je razlog propadanja isušivanje kože,koja pak zbog toga postaje krta i lomljiva.Prevelika vlaga također koži izrazito šteti,a isto vrijedi i za temperaturu iznad 50 C.Vlažna je koža podložna napadu plijesni,gljiva te mikroba.
Kod arheoloških nalaza najnepovoljnije djeluju vlažna ,blago alkalna tla.U kiselim močvarnim ,te glinenim tlima se pak koža može dugo očuvati.Povoljno na očuvanje utječe i eventualni kontakt s bakrom ili njegovim slitinama,jer bakar kako znamo djeluje baktericidno.

## Preventivna konzervacija
Predmete je najbolje čuvati pri 50-55 % relativne vlažnosti zraka,te pri rasvijeti od najviše 50 lx,temperatura najbolje oko 18 C.
Predmete čuvati od zagađenog zraka,prašine i UV zračenja.Arheološki predmeti zahtijevaju posebnu brigu zavisno o tome radi li se o suhim (do 16 C,do 40 % RV,najbolje manje od 20 % RV),mokrim ili mineraliziranim nalazima.Što češće kontrolirati stanje predmeta!

## Interventna konzervacija povijesnih predmeta

### Dokumentiranje zatečenog stanje
Stanje predmeta prije zahvata,te tijekom i   nakon zahvata temeljni je   dio dokumentacije.Osim toga dio dokumentacije mora biti i navođenje rezultata eventualnih znanstvenih ispitivanja provedenih na predmetu kao i   preporuka za daljnje čuvanje predmeta.

### Donošenje odluka o potrebi,opsegu,te posljedicama zahvata
Poželjno je da u donošenju ovih odluka sudjeluje što veći broj stručnjaka,kao minimum možemo uzeti povjesničara umijetnosti,stručnjaka za propadanje kože,te samog konzervatora restauratora.

### Čišćenje
- mehaničko
- kemijsko

Za kemijsko se čišćenje mogu koristiti sljedeće otopine: 
Za čišćenje tamnijih vrsta kože:
1 dio goveđe žuči
1 dio etanola
2 dijela destilirane vode
Za čišćenje svjetlijih vrsta kože:
15 gr dječjeg sapuna
5 gr boraksa
80 mll amonijaka 10%
6,2 mll etanola
120 mll destilirane vode
Nakon ovih operacija kožu još dodatno obradimo minimalno natopljenim tamponima destilirane vode.

### Dubliranje
Razderotine i rupe dubliramo pomoću netkane tkanine na   bazi poliestera(Reemay,Holytex).Kao ljepilo koristimo smjesu od 1 dijela Lascauxa 360 HV   i 3 dijela Lascauxa 498 HV

### Obrada oštećenja
U principu isto kao kod dubliranja.Možemo koristiti i umetke od kože od kakove je i sam predmet.U tom slučaju moramo te dijelove i   označiti godinom postavljanja.

### Nadoknada izgubljenih   dijelova
Izgubljene dijelove rekonstruiramo ili u izvornom ili u nekom drugom lako uklonivom materijalu.Rekonstrukcije od izvornog materijala obavezno označimo godinom izrade.

## Interventna konzervacija arheoloških   predmeta

### Dokumentiranje zatečenog stanje
Stanje predmeta prije zahvata,te tijekom i nakon zahvata temeljni je dio dokumentacije.Osim toga dio dokumentacije mora biti i navođenje rezultata eventualnih znanstvenih ispitivanja provedenih na predmetu kao i preporuka za daljnje čuvanje predmeta.Kod arheoloških predmeta poželjno je i da dio dokumentacije budu i napomene o iskapanju predmeta,te sastavu i provlaženosti tla u kojem je predmet nađen(kod vodenih nalaza napomene o vrsti vode,smjeru struja,prozračenosti,dubini itd.).

### Donošenje odluka o potrebi,opsegu,te posljedicama zahvata
Poželjno je da u donošenju ovih odluka sudjeluje što veći broj stručnjaka,kao minimum možemo uzeti arheologa,stručnjaka za propadanje kože,te samog konzervatora restauratora

### Čišćenje mokre arheološke kože
Kod čišćenja arheološke kože obavezno koristimo i antiseptike poput timola,primjerice u mješavini etanola,glicerina,vode i timola.
Mrlje od gljivica i plijesni uklanjamo vodik peroksidom kojem dodamo malu količinu 2% amonijaka.Mrlje od korodiranog metala uklanjamo otopinom oksalne kiseline ,EDTA ili amonij citrata,no u ovom slučaju ne zaboravimo da ova sredstva iz kože uklanjajui   štavila ,te masnoće.

### Čišćenje suhe arheološke kože
Primijenjujemo isključivo krajnje pažljivo mehaničko čišćenje.

### Stabilizacija mokre arheološke kože
Mokra arheološka koža nipošto ne smije biti isušena,tako da se odmah po vađenju iz zemlje ili vode obavezno mora obezbijediti i mokro čuvanje ovih nalaza.Najjednostavnija je mjera umatanje blago smočenih predmeta u dvostruki sloj polietilenske folije.Predmete do konzervacije čuvati u tamnom i hladnom prostoru(1-5 C).Obavezno kontrolirati stanje predmeta,kod pojave plijesni tretirati fungicidima poput Panacida ili Adesola.
- Dehidracija pomoću otapala

-više se ne koristi
- Dehidracija zamrzavanjem

-danas preferirani postupak,u kombinaciji s tretmanom polietlen glikolom (PEG 400/15 %) ili glicerinom.Predmete potom smrzavamo na -20 do -30 C.
- Tretman silikonskim uljem

Vidi konzervacija predmeta od drva
- Tretman polietilen glikolom (PEG)

PEG 600 postupak:
Na predmet pomoću kista nanosimo 50 %   vodenu otopinu PEG 600.Možemo dodati i do 1 % sorbinske kiseline(fungicid).Obrađene predmete čuvati u polietilenskim vrećicama.
PEG 1800 postupak
Isušenu kožu uroniti u rastopljeni PEG 1800 pri 40 C temperature.Služi za obnovu elasticiteta i pruživosti kože,kod željenog stanja zaustaviti postupak,suvišak ukloniti ksilenom ili heksanom.Čuvati pri RV manjoj od 70 %.

### Stabilizacija suhe arheološke kože
- Postupak s glicerinom

59 % glicerina/39 % vode/1% formalina ili 25% glicerina/75 % etanola
Predmete uroniti u otopinu,do postizanja željene   mekoće i pruživosti,Postupak traje do nekoliko tjedana.Glicerin je higroskopan i lako postane pljesnjiv.
- Sredstvo za njegu kože britanskog muzeja

(200 gr bezvodnog lanolina/30 gr pčelinjeg voska/30 ml cedrovog ulja/350 mll heksana) - eventualno prethodno kožu isušiti acetonom 
- Postupak s polietilen glikolom(PEG)

Suha se koža može natopiti vodom ili alkoholom te tretirati 10 % PEG otopinom(PEG 1450,600,540,400).Koncentraciju postupno povisivati do 30 %.
PEG postupkom tretirana koža može biti higroskopna,tamna,masna,te PEG može biti izlučen iz objekta.
- Tretman BAVON-om

6 dijelova Bavon ASAK APB otopiti u 4 dijela 1:1:1 trikloretana.Bavon je gotov patentirani proizvod.Za vrlo suhu i tvrdu kožu.
Kod postizanja željene mekoće i pruživosti izvaditi iz otopine.

### Konsolidacija
- Paraloid B-72

- Klucel G

- Ciklodekan

## Školovanje konzervatora restauratora kože
U Hrvatskoj trenutačno ne postoji mogućnost školovanja za restauratora konzervatora kože.Jedina specijalizirana radionica za konzervaciju kože je ona Hrvatskog restauratorskog zavoda.

## Zakonska regulativa i zaštita prava konzervatora restauratora
Ako izuzmemo opće zakonske akte rad konzervatorsko-restauratorske službe u Hrvatskoj ,pa stoga i resturatora kože danas prije svega određuju sljedeći propisi:
- Zakon o muzejima /21.10.2015./
- Pravilnik o uvjetima i načinu stjecanja stručnih zvanja u muzejskoj struci/22.07.2010./
- Pravilnik o stručnim zvanjima u konzervatorsko restauratorskoj djelatnosti, te uvjetima i načinu njihova stjecanja /11.05.2009./,
- Pravilnik o uvjetima za fizičke i pravne osobe radi dobivanja dopuštenja za obavljanje poslova na zaštiti i očuvanju kulturnih dobara /24.04.2003./.

## Vanjske poveznice
- Guidelines for the conservation of leather and parchment bookbindings  Arhivirana inačica izvorne stranice od 7. rujna 2012. (Wayback Machine)
- Leather Conservation  Arhivirana inačica izvorne stranice od 16. studenoga 2011. (Wayback Machine)
- The Leather Conservation Centre
- White,L.G.PASSIVATION POLYMER BULKING VERSUS SUCROSE IMPREGNATION:A CROSS-METHODOLOGICAL APPROACH TO THE CONSERVATION OF LEATHER
- Museum of leathercraft
- Gilt leather conservation  Arhivirana inačica izvorne stranice od 18. veljače 2012. (Wayback Machine)
- The conservation of gilt leather, 25-27 March 1998, KIK/IRPA, Brussels, ICOM-CC Working Group Leather and Related Objects  Arhivirana inačica izvorne stranice od 5. ožujka 2016. (Wayback Machine)
- РЕСТАВРАЦИЯ И КОНСЕРВАЦИЯ ИЗДЕЛИЙ ИЗ КОЖИ  Arhivirana inačica izvorne stranice od 15. listopada 2011. (Wayback Machine)
- Некоторые проблемы реставрации археологической кожи  Arhivirana inačica izvorne stranice od 21. listopada 2012. (Wayback Machine)
- К методике консервации и реставрации кожаных изделий  Arhivirana inačica izvorne stranice od 21. svibnja 2014. (Wayback Machine)
- BEVA 371 AND ITS USE AS AN ADHESIVE FOR SKIN AND LEATHER REPAIRS: BACKGROUND AND A REVIEW OF TREATMENTS
- CONSERVATION OF LEATHER AND TEXTILES FROM THE DEFENCE
- CONSERVATION OF LEATHER WALL HANGINGS IN THE JAMES J. HILL MANSION
- Care of Alum, Vegetable, and Mineral Tanned Leather  Arhivirana inačica izvorne stranice od 8. kolovoza 2012. (Wayback Machine)
- Care of Rawhide and Semi-Tanned Leather  Arhivirana inačica izvorne stranice od 21. lipnja 2013. (Wayback Machine)
- Removing Mould from Leather  Arhivirana inačica izvorne stranice od 21. lipnja 2013. (Wayback Machine)
- Archaeological Leather Group
- Ludwick,L. A comparative study on surface treatments in conservation of dry leather - With focus on silicone oil
- 11th Interim Meeting of the ICOM-CC Leather and Related Materials Working Group  Arhivirana inačica izvorne stranice od 20. veljače 2021. (Wayback Machine)